# Hammenius
Genre
Hammenius  est un genre d'holothyrides de la famille des Holothyridae.

## Distribution
Ces acariens se rencontrent en Papouasie-Nouvelle-Guinée et aux Seychelles.

## Liste des espèces
- Hammenius fujuge Lehtinen, 1981
- Hammenius ingii Lehtinen, 1981
- Hammenius insularis Lehtinen, 1995
- Hammenius niger (Thon, 1906)

## Publication originale
- Lehtinen, 1981 : New Holothyrina (Arachnida, Anactinotrichida) from the New Guinea and South America. Acarologia (Paris), vol. 22, n. 1, p. 3-13.